# Hitoshi Sasaki
Hitoshi Sasaki (japonès: 佐々木等)  (prefectura de Fukushima, 1891 - Suginami, 23 de juliol de 1982) fou un futbolista i entrenador japonès. Va dirigir la selecció japonesa, els Far Eastern Championship Games 1921.